# Gaaspstraat

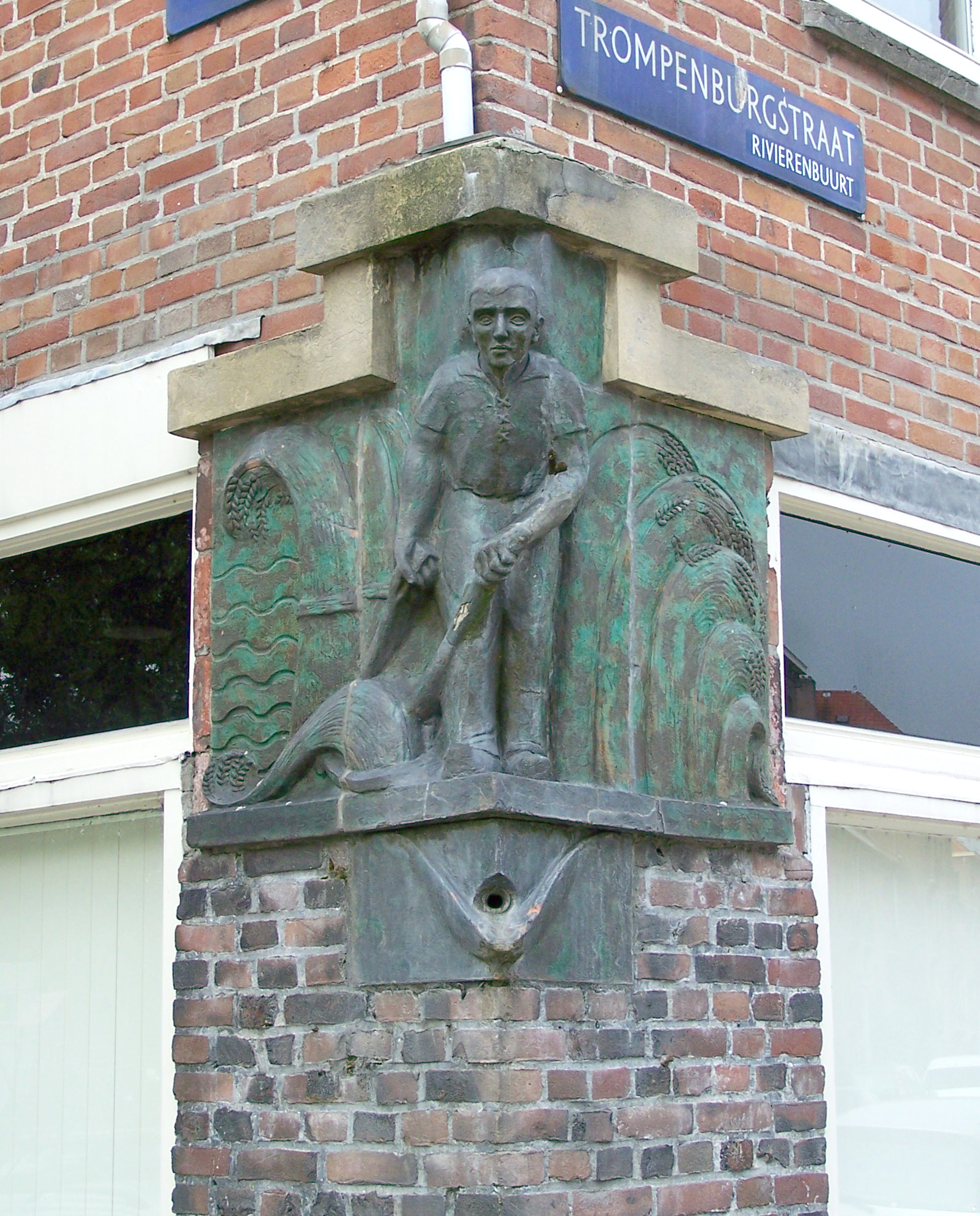
Oogstende boer van Brouwer (mei 2009)

De Gaaspstraat is een straat in Amsterdam-Zuid, de Rivierenbuurt, Rijnbuurt.

## Geschiedenis en ligging
De Gaaspstraat kreeg haar naam per raadsbesluit van 3 september 1929 als zijnde een straat tussen de Lekstraat en de Trompenburgstraat. Vier jaar later op 1 december 1933 werd ook de straat in het verlengde van deze Gaaspstraat tot aan de Uiterwaardenstraat zo benoemd. De Gaaspstraat is vernoemd naar het riviertje de Gaasp. Dat riviertje bij Driemond is ook de naamgever van de Polder Gein en Gaasp en de Gaesper Dam die op zijn beurt de naamgever werd van de buurtschap Gaasperdam.
Tijdens de Jodenvervolging in de Tweede Wereldoorlog was in de in 1927 aangelegde speeltuin Gaaspstraat enige tijd een markt voor Joodse bewoners ingericht; zij mochten op last van de Duitse bezetter niet meer winkelen bij niet-Joden. Daaraan voorafgaand gold al een speelverbod voor joodse kinderen in de speeltuin.

## Gebouwen
De oneven nummering loopt op van 3 tot en met 83; de even nummering van 32 tot en met 62. Waar de lagere even huisnummers zouden moeten gelden ligt een openbare speelplaats, die nummer 8 meekreeg.
Het blok Gaaspstraat 3-31 maakt deel uit van een U-vormig bouwblok, gevouwen rond Amsteldok. Jo van der Mey in zijn Amsterdamse Schoolstijl zorgde voor het uiterlijk van de huizen, Zeeger Gulden en Melle Geldmaker voor de plattegronden en achtergevels van Amsteldijk 162, Gaaspstraat 3-31, Lekstraat 1-11, Kromme Mijdrechtstraat 26-110 en Trompenbrugstraat 12-14. In de loop der jaren zijn verbouwingswerkzaamheden verricht. Het zuidelijk deel is gevuld met woningen van de architecten Lucas Göbel, Gerardus den Hertog, Arend Jan Westerman, Henri Timo Zwiers en Co Franswa.  

## Kunst
Het blok van Van der Mey bevat twee beeldhouwwerken van Willem Coenraad Brouwer. Op huisnummer 3 hoek Lekstraat is een wanhopige boer te vinden, die zijn oogst opgegeten ziet worden door vogels. Op huisnummer 31 hoek Trompenburgstraat is een juist een blije oogstende boer te vinden. Ter hoogte van de ingang van de speeltuin staat sinds 1986 het (kinder-)oorlogsmonument Kindermonument Markt voor Joden van Truus Menger-Oversteegen. 